# Sonia Pallin
Sonia Pallin, née le 26 mars 1974, est une karatéka française, spécialiste du kumite féminin des moins de 60 kg.

## Carrière
En 1994, elle est médaillée d'or par équipe aux Championnats d'Europe et médaillée de bronze par équipe aux Championnats du monde. Aux Championnats d'Europe de karaté 1995, elle décroche le titre européen individuel et la médaille d'argent par équipes. Aux Championnats d'Europe de karaté 1996, elle remporte la médaille de bronze individuelle et la médaille de bronze par équipes. Elle est aussi championne de France des poids moyens en 1995 et 1996 et Open en 1996.

## Reconversion
Devenue officier de police puis, en 2006, magistrate, elle est nommée le 28 novembre 2019 présidente du tribunal judiciaire d'Auxerre. Le 22 mai 2023, elle est nommée directrice interrégionale de la protection judiciaire de la jeunesse Sud-Est.

## Distinctions
- Chevalière de la Légion d'honneur (2023)[4]